# Oxus (albedo)
Oxus és una característica d'albedo a la superfície de Mart, localitzada amb el sistema de coordenades planetocèntriques a 19.78 ° latitud N i 348 ° longitud E. El nom va ser aprovat per la UAI l'any 1958 i fa referència a Oxus, nom antic del riu Amudarià.